# Rients Beintema
Rients Pieters Beintema (Franeker, 29 juni 1893 - Leeuwarden, 19 oktober 1976) was een Nederlands dirigent en componist.
Hij was zoon van Antje van der Meer en koopman Pieter Beintema. Hijzelf was getrouwd met Jantina Anna Geertruid Bekkering. Dochter Anneke Beintema was een in Friesland redelijk bekend sopraan en beheerde zijn archief. Ze was solist in de postume uitvoering ter ere van haar vader van Christus’ geboorte, december 1976.
Beintema zou eerst onderwijzer worden, maar de mobilisatie voor de Eerste Wereldoorlog maakte daar een eind aan. Tijdens zijn dienstplicht had hij (hij was telefonist in Werkendam) tijd om een muziekstudie op te pakken, zodat hij bij het afzwaaien in 1917 als pianoleraar zijn brood kon verdienen. Verdere studies vonden plaats bij Willem Zonderland (piano), Jan Godefroy en Paul C. Koerman (orgel en muziektheorie).
Een jaar later was hij dirigent van "Christelijke Zangvereniging Euphonia" (Christelijke Oratoriumvereniging Leeuwarden); hij zou er vijftig jaar bij betrokken zijn. Zijn gezondheid liet hem in 1968 in de steek, zodat hij moest stoppen. Het koor en dirigent verzorgde in Friesland het oratoriumrepertoire, af en toe bijgestaan door befaamde solisten zoals Willem Ravelli.
Bovenstaande werkzaamheden (lesgeven, dirigeren) werden tussen 1926 en 1970 gecombineerd met orgelspel in de Koepelkerk en bracht het tot de benoeming van Organist van de maand (NCRV, november 1937). Ook schreef hij ondertussen rond de 350 composities (anderen houden het op 200), voornamelijk voor gemengd koor. Een van zijn bekendste werken in die dagen was het oratorium Christus’ geboorte, dat zelfs uitvoeringen in Canada kreeg. Ook zijn toonzetting van Psalm 137 kreeg meerdere uitvoeringen. Hij gaf dirigentencursussen aan de Bond voor Christelijke Zangverenigingen en was jurylid bij zangwedstrijden. Zijn werk als stadsbeiaardier, aangevangen in 1924 moest hij op last van de Duitse bezetter in 1941 staken; hij wilde geen lid worden van de Nederlandsche Kultuurkamer.
Beintema was betrokken bij de herstart van een symfonieorkest voor Friesland. Samen met George Stam en Jan Paardekoper werd hij leider van het Ljouwerter Orkest Foriening (LOF), dat in 1950 het Frysk Orkest werd, maar toen waren genoemde heren alweer vertrokken en opgevolgd door Kor Ket.
Hij overleed op 83-jarige leeftijd na een val met gebroken heup in het Diakonessenhuis, vlak nadat hij geopereerd was. Hij werd begraven op de Noorderbegraafplaats.
- International Standard Name Identifier: 0000 0003 9269 3125
- Nederlandse Thesaurus van Auteursnamen: 315387521
- Virtual International Authority File: 286780306